# كاتسوهيرو كوساكي
كاتسوهيرو كوساكي (باليابانية: 草木 克洋) (12 أبريل 1962 في كيوتو في اليابان – )؛ هو لاعب كرة قدم ياباني سابق كان يلعب كلاعب وسط. سبق له أن لعب مع منتخب اليابان.

## وصلات خارجية
- كاتسوهيرو كوساكي على موقع رابطة كرة القدم اليابانية للمحترفين (اليابانية)
- كاتسوهيرو كوساكي على موقع قاعدة بيانات كرة القدم.إي يو (الإنجليزية)
- كاتسوهيرو كوساكي على موقع ناشيونال فوتبول تيمز (الإنجليزية)
- كاتسوهيرو كوساكي على موقع عالم كرة القدم.نت (الإنجليزية)

- National Football Teams
- Japan National Football Team Database